# Нефтегазоносная область
Нефтегазоносная область — совокупность структурных зон нефтегазоскоплений приуроченные к большому геоструктурному элементу. Данные области характеризуются общим геологическим строением, условиями формирования, в т. ч. палеогеографических  и литолого-фациальных условий нефтегазообразования и накоплений в течение продолжительных геологических периодов. По тектоническими параметрам нефтегазоносные области подразделяют на платформные, области подвижных поясов и переходные области. Площадь нефтегазоносных областей может варьировать от нескольких десятков до нескольких сот кв. км. 